# Reddick, Florida
Reddick är en kommun (town) i Marion County i Florida. Vid 2010 års folkräkning hade Reddick 506 invånare.